# Marasm
Marasm eller svår energiundernäring är en svår näringsbrist av energi orsakad av långvarig oavbruten svält. Om näringsbristen gäller både energi och protein kallas tillståndet svår protein-energiundernäring (E42 i ICD-10-se) medan endast proteinundernäring kallas kwashiorkor.
Undernäring, då framför allt marasm och kwashiorkor, är ett stort problem i svältområden och en av de fem vanligaste dödsorsakerna bland barn under fem år i dessa områden.
Vanliga symptom är extrem avmagring med rynkig hud på grund av att allt underhudsfett försvinner, kraftlöshet och allmän svaghet. Förlust av muskelmassa och håravfall är andra symptom. 
Sjukdomen orsakar nedsatt immunförsvar, rubbad ämnesomsättning och elektrolytobalans, vilket gör att den drabbade blir mycket känslig för infektioner. Blodbrist och hjärtsvikt är andra komplikationer. Dödligheten är därför mycket hög.
Barn som drabbas av marasm saknar ofta energi att göra någonting alls. Marasm är ett livshotande tillstånd, men behandling finns att tillgå. Det är dock svårt att diagnostisera tillståndet genom blodprov.
Näringsbrist är den främsta orsaken till marasm. Det sker ofta hos barn som inte intar tillräckligt mycket protein, kolhydrater och andra viktiga näringsämnen - ofta på grund av fattigdom och brist på mat. Att växa upp i ett u-land är därför en riskfaktor för marasm. Ammande mödrar som på grund av undernäring inte producerar tillräckligt mycket bröstmjölk är en riskfaktor, då bristen på modersmjölk påverkar ammade barn. En annan riskfaktor är infektioner, vilka leder till att barn intar alltför få näringsämnen.